# Best New Horror 26
Best New Horror 26 är den tjugosjätte volymen i antologiserien med samma namn. Den publicerades 2015 på det brittiska bokförlaget PS Publishing.

## Innehåll
- "Introduction: Horror in 2014" av Stephen Jones
- "Secondhand Magic" av Helen Marshall
- "The Culvert" av Dale Bailey
- "The Pattern of Tiny Feet" av Richard Gavin
- "The Four Strengths of Shadow" av Ron Weighell
- "The Night Run" av Simon Kurt Unsworth
- "Home and Hearth" av Angela Slatter (Aurealis Award 2015)[1]
- "Dust" av Rebecca Lloyd
- "Suffer Little Children" av Robert Shearman
- "The Night Doctor" av Steve Rasnic Tem
- "The Desecrator" av Derek John
- "The Walk" av Dennis Etchison
- "Dirt on Vicky" av Clint Smith
- "Skullpocket" av Nathan Ballingrud
- "Testimony of Samuel Frobisher Regarding Events upon His Majesty's Ship Confidence, 14-22 June, 1818, with Diagrams" av Ian Tregillis
- "At Lorn Hall" av Ramsey Campbell
- "Selfies" av Lavie Tidhar
- "Matilda of the Night" av Stephen Volk
- "The Collected Short Stories of Freddie Prothero" av Peter Straub
- "Burnt Black Suns" av Simon Strantzas
- "Necrology: 2014" av Stephen Jones och Kim Newman